# Garliava
Garliava är en stad i Kaunas län i Litauen. Staden hade 10 625 invånare år 2015.

## Sport
- FK Garliava fotbollsklubb;
- Större matcher kan spelas på Adomo Mitkaus mokyklos stadionas (skolstadion i Adomas Mitkus; kapacitet: 500).